# Muziekpraktijk
Muziekpraktijk is een verzamelnaam of generalisatie voor alle muzikale evenementen, uitvoeringswijzen, discussies, recensies, vakuitoefening en het onderricht in muziek in brede zin des woords.
Muziekpraktijk wordt vaak gesteld tegenover muziektheorie.
Specifiekere toepassingen van dit begrip komen ook voor:
- Net als een dokterspraktijk, een tandartsenpraktijk kan een musicus een muziekpraktijk hebben, wat wil zeggen dat hij of zij lessen in muziekonderwijs verzorgt.

De betekenis van muziekpraktijk in het dagelijks leven strekt zich uit tot het gehele veld van muziekbeoefening, praktische toepassingen van theorie, compositie, interpretatie en daaraan gerelateerde zaken.